# Маршалл, Аманда
Аманда Мета Маршалл (англ. Amanda Meta Marshall) — современная канадская поп- и рок-певица и автор песен. Первый сольный альбом Маршалл, Amanda Marshall, выпущенный в 1996 году, получил статус бриллиантового в Канаде и золотого в ряде европейских стран; другие альбомы певицы становились платиновыми в Канаде, а её синглы много раз возглавляли канадские хит-парады.

## Биография
Аманда Маршалл родилась в Торонто в 1972 году, её отец был белым, а мать негритянкой. С 10 лет Аманда с семьей жила в Галифаксе, вернувшись в Торонто только в последние годы учёбы в школе. Отказавшись от идеи поступления в колледж, она с 17 лет начала выступать в клубах как певица, днем работая телефонисткой. Прорыв в её музыкальной карьере состоялся, когда её заметил известный торонтский гитарист Джефф Хили, взявший её с собой в турне. Позже Аманда выступала с Томом Кокрейном и в Нью-Йорке заключила контракт с компанией Columbia Records, в рамках которого, однако, так и не записала ни одного сольного альбома.
Первый сольный альбом Маршалл вышел в 1996 году под лейблом Sony Music Canada и так и назывался — Amanda Marshall. Семь из 20 песен альбома вошли в первую десятку канадских хит-парадов, а сам альбом быстро стал платиновым в Канаде и золотым в ряде других стран (Австралия, Германия, Нидерланды, Норвегия). В апреле 2000 года альбом Amanda Marshall получил в Канаде статус бриллиантового, соответствующий 1 миллиону проданных копий, а по миру разошёлся в общей сложности более чем двухмиллионным тиражом. На американском телевидении рекламу альбому сделал сам Элтон Джон, что обеспечило Маршалл в будущем приглашения на концерты. Песни из альбома были включены в фильмы «Жестяной кубок» и «Свадьба лучшего друга» и в телесериал «Прикосновение ангела».
В 1999 году вышел второй сольный альбом Маршалл, Tuesday's Child, а в 2002 году — третий, Everybody's Got a Story. Они содержали больше песен авторства самой Аманды и более личный материал (в особенности это касается песен из третьего альбома Sunday Morning After и Double Agent). Оба альбома также получили в Канаде статус платиновых (первый из них трижды). Но в том же 2002 году Маршалл, уволив своего менеджера, оказалась вовлечена в многолетнюю тяжбу за торговую марку. В результате вплоть до 2013 года певица не выпустила ни одного сольного альбома, но в 2003 году вышел сборник Intermission: The Singles Collection, содержавший все её песни, прежде звучавшие на канадском радио, за исключением двух, а также две новых композиции — Cross My Heart и Until We Fall In. Ещё два сборника вышли в 2006 и 2008 году. Наконец в 2012 году Маршалл объявила о том, что правовые вопросы с лейблом улажены и она приступает к записи материала для нового альбома.
Объясняя успех Маршалл, критики пишут о сильном голосе, экспрессивной манере исполнения и своеобычных блюзовых мелодиях. По словам самой исполнительницы, она в своем творчестве прошла путь от фолка до ярко выраженной эстрады, «почти индастриал-дэнса», а затем вновь к более интимному стилю с большим объёмом фортепианной музыки.

## Сольные альбомы
| Дата релиза | Название                | Лейбл             | Продажи | Позиции в чартах | Сертификация                                                               |
| ----------- | ----------------------- | ----------------- | ------- | ---------------- | -------------------------------------------------------------------------- |
| 1996        | Amanda Marshall         | Sony Music Canada |         | 4 (Канада)       | Бриллиантовый (Канада) Золотой (Германия, Австралия, Нидерланды, Норвегия) |
| 1999        | Tuesday's Child         | Epic Records      |         | 4 (Канада)       | 3XПлатиновый (Канада)                                                      |
| 2002        | Everybody's Got a Story | Columbia Records  |         |                  | Платиновый (Канада)                                                        |